# ЦеШо
«ЦеШо» — музично-театральний гурт у жанрі «соціальний рейв», заснований 2017 року Владом Троїцьким, керівником театру «Дах» і художнім керівником гуртів DakhaBrakha і Dakh Daughters. Учасниками колективу були актори, які поєднували музику з театром, а тематика творчості стосувалася соціальних проблем.
Восени 2018 року разом із програмою Center Stage «ЦеШо» здійснили тур по США, під час якого провели 13 концертів, зокрема в Гейнсвілі, Піттсбурзі, Вашингтоні, Портленді, Альбукерке та Віфлеємі. У 2019 році «ЦеШо» взяли участь у Національному відборі на Євробачення 2019 із піснею Hate, де зайняли 4-те місце у півфіналі.
У 2019 році виконали кілька спільних перформансів із колективом NOVA OPERA в Маріуполі, Одесі та Дніпрі.
З липня 2019 року до колективу долучився медіа-артист та електронний музикант Георгій Потопальський.
Колектив є акторами театру ДАХ, де регулярно грають у драматичних постановках режисера Влада Троїцького за п'єсами театрального філософа та драматурга KLIMa.
Влітку 2020 року гурт розпався, припинивши творчу взаємодію з Владом Троїцьким.

## Склад
- Маруся Іонова (віолончель та вокал)
- Марічка Штирбулова (акордеон та вокал)
- Надія Голубцова (контрабас та вокал)
- Катруся Петрашова (саксофон, мелодика та вокал)
- Максим Таран (звукорежисер)
- Астхік Тигранова (художня анімація)